# Lantana (Texas)
Lantana è un census-designated place (CDP) della contea di Denton, Texas, Stati Uniti. La popolazione era di 6.874 abitanti al censimento del 2010.

## Geografia fisica
Secondo lo United States Census Bureau, ha un'area totale di 2,44 mi² (6,32 km²).

## Società

### Evoluzione demografica
Secondo il censimento del 2010, la popolazione era di 6.874 abitanti.

### Etnie e minoranze straniere
Secondo il censimento del 2010, la composizione etnica del CDP era formata dall'85,3% di bianchi, il 4,5% di afroamericani, lo 0,3% di nativi americani, il 4,9% di asiatici, lo 0,1% di oceaniani, l'1,9% di altre razze, e il 3,0% di due o più etnie. Ispanici o latinos di qualunque razza erano il 9,5% della popolazione.